# NS 4700

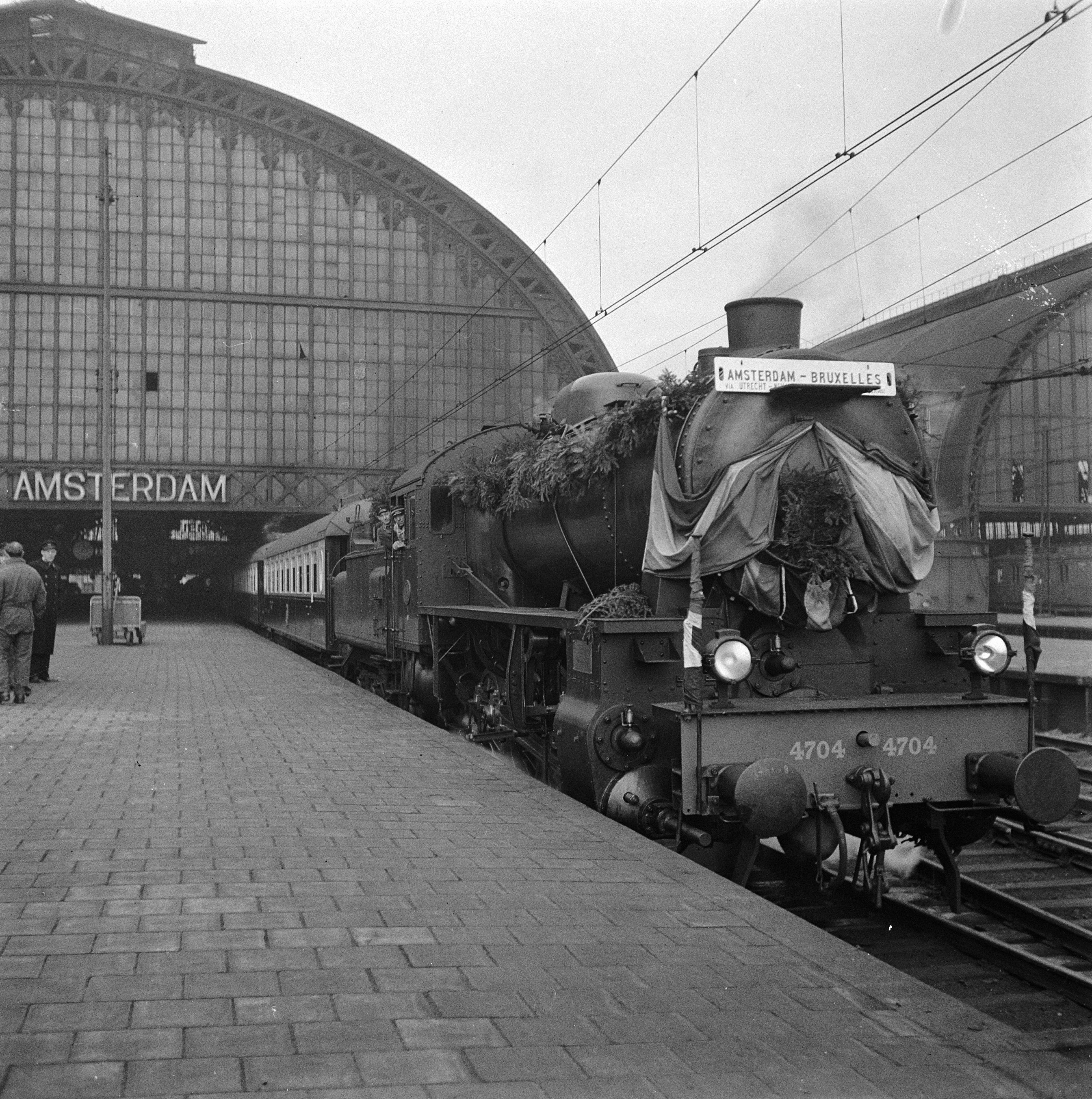
Loc NS 4704 voor de eerste Pullman trein naar Brussel; 5 december 1945.

De serie NS 4700 bestond uit 35 stoomlocomotieven voor goederentreinen, die bij de Nederlandse Spoorwegen in dienst zijn geweest van 1944 tot 1958.

## Beschrijving
Al in de Tweede Wereldoorlog bestelde de Nederlandse regering in Londen 50 stoomlocomotieven bij de Zweedse fabriek Nydqvist & Holm AB (NOHAB) te Trollhättan om de door oorlogshandelingen sterk uitgedunde vloot locomotieven snel op peil te kunnen brengen. Om tijd te sparen koos men voor bestaande modellen van typisch Zweedse locomotieven. Het betrof hier 15 sneltreinlocomotieven met de asindeling 2'C (serie NS 4000) en 35 goederenlocomotieven met de asindeling D (NS 4700). 
De 4700'en werden geleverd in de jaren 1944 tot en met 1946 naar het voorbeeld van bestaande locs van de Zweedse particuliere spoorwegmaatschappij Grängesberg-Oxelösund (TGOJ) en waren voor Nederlandse begrippen zeer modern. Ze waren afgeleid van het Zweedse type M3b. Enkele tenders en ketels werden geleverd door Motala Verkstad en ASJ. De eerst geleverde locomotief kreeg per abuis een verkeerd nummer. Bij de bestelling van de locomotieven werd als naam 'Zweedse Goederenlocomotief' opgegeven. De fabrikant zag dit voor een typebenaming aan noemde de eerste loc daarom ook 'ZG1'. Net als bij de serie 4000 hadden ze een 3-cilinder drijfwerk en liepen alle assen in SKF kogellagers. Ze waren bij aflevering voorzien van een grote koeienvanger en een grote schijnwerper, die direct werden verwijderd.
Het machinistenhuis was geheel afgesloten met een vouwbalg aan de tender, die identiek was aan die van de serie 4000. In afwijking tot in Nederland ontworpen locomotieven waren de instrumenten, zoals de manometer en de snelheidsmeter, overzichtelijk opgesteld voor de regulateursleutel (rijhandle). Net als de serie 4000 was ook de serie 4700 voorzien van stalen binnenvuurkisten. Bij alle 4700'en werden deze vervangen door een koperen exemplaar. De locomotieven hadden elektrische verlichting, ook bij het drijfwerk om het nachtelijk onderhoud te vergemakkelijken. Ze kregen hierdoor van het personeel de bijnaam kerstboom.
In 1949 werd een nieuw nummerschema ingevoerd voor de tenders van de stoomlocomotieven. Deze kregen vanaf die tijd een eigen nummer; voor de serie 4700 werden de nummers 4016-4050, waardoor de tenders van de series 4000 en 4700 gemakkelijker uitwisselbaar werden.

## Inzet
Deze goederentreinlocomotieven werden in eerste instantie ingezet voor personentreinen om het grote tekort aan trekkrachten daarvoor direct op te vullen. Later kwamen ze terecht in het kolenvervoer van de Limburgse mijnstreek naar het westen, waar zij zeer goed voldeden. Als de achtergebleven Duitse locomotieven van de serie NS 4900 (voormalig BR50) niet worden meegeteld - zij hebben niet of nauwelijks gereden en gingen weer snel terug naar Duitsland - waren het qua trekkracht de sterkste stoomlocomotieven die de NS ooit heeft gehad.
Begin 1955 was de serie 4700 de enige stoomlocserie die bij de NS nog compleet in dienst was. In dat jaar begon echter ook voor de 4700'en de buitendienststelling. De 4731 en 4734 waren de laatste stoomlocomotieven die bij de NS nog volgens een planmatige dienstregeling hebben gereden. Ze werden in februari 1958 definitief buiten dienst gesteld. Samen met de 4732 en enkele andere NS stoomlocs werden ze in het voorjaar van 1958 bij de firma Van Dijk in Veenendaal gesloopt. Dat de 4700'en bij het personeel zeer goed in de smaak vielen bewijst het opschrift van de 4732 toen deze bij sloperij Van Dijk aankwam: "Rust zacht lieve Zweed".
In de lijn Haanrade – Heerlen bij Eygelshoven kwam een helling voor met een stijging van 18 promille. Zelfs een 4700 kon een uit 40 beladen kolenbakken bestaande kolentrein niet alleen trekken, dus liet men een andere 4700 deze trein opdrukken. Dit werk hebben ze tot het laatste stoomjaar 1957 volgehouden. Toen de diesellocomotieven van de serie NS 2200 dit werk overnamen bleven de 4700'en nog lang in deze opdrukdiensten actief. De 4700 was in gemengde tractie direct aan de vooroprijdende 2200 gekoppeld, of duwde achteraan als opdruklocomotief.